# David Fasold
David Fasold (né le 23 février 1939 à Chicago et mort le 26 avril 1998 à Corvallis (Oregon)) est un ancien capitaine de marine marchande, plus connu pour son ouvrage The Ark of Noah qui relate ses premières expéditions sur le site de Durupinar en Turquie, lieu de repos supposé de l'arche de Noé. Fasold se qualifie lui-même d'« archologiste ».

## Biographie
En 1985, Fasold arriva à Durupinar avec le Dr John Baumgardner pour y assister Ron Wyatt, qui tentait déjà depuis plusieurs années de faire connaître le site. Dès son arrivée, Fasold s'exclama qu'il s'agissait là d'une épave de navire. Sa première entreprise consista à rechercher des traces de fer dans la roche. Fasold et le reste de l'équipe estima les dimensions du site à 538 pieds, c'est-à-dire non loin des 300 coudées attribuées à l'arche par la Bible. Fasold crut avoir découvert les restes fossilisés du pont supérieur de l'arche, et pensa que l'infrastructure originelle en roseaux avait disparu. 